# Marieke van der Wal
Marieke van der Wal (* 7. November 1979 in Delft) ist eine niederländische ehemalige Handballspielerin.

## Karriere
Marieke van der Wal begann in der Jugend mit den Handball beim Van der Voort/Quintus, wo sie ab 1998 in der Frauen-Mannschaft spielte. 2003 wechselte sie zu V&L Geleen und zwei Jahre später zum deutschen Bundesligisten Borussia Dortmund, wo sie einen Zweijahresvertrag unterschrieb. Nach Ablauf des Vertrages ging die 1,83 Meter große Torfrau 2007 nach Spanien, wo sie zunächst bei CB Elche und ab 2009 bei S.D. Itxako spielte, mit dem sie 2010 die Meisterschaft gewann. Zur Saison 2010/11 kehrte sie in die Bundesliga zurück und stand bei Frisch Auf Göppingen zwischen den Pfosten, den sie allerdings bereits im Dezember 2010 wieder verließ und nach Frankreich zum H.A.C. Handball wechselte. Ab der Saison 2011/12 spielte sie bei Cergy-Pontoise Handball 95. Im Sommer 2014 kehrte sie zu HV Virto/Quintus zurück. 2016 beendete sie ihre Karriere.
Van der Wal bestritt bisher 196 Länderspiele für die niederländische Nationalmannschaft. Sie nahm an der Europameisterschaft 2010 und den Weltmeisterschaften 2011 und 2013 teil. 2015 war sie lediglich im erweiterten Kader. 2017 beendete van der Wal ihre Karriere in der Nationalmannschaft.

## Sonstiges
2016 war Marieke van der Wal Teil der Kampagne Come out when you’re out, wo sie als Vorbild für ein Coming-out auftrat.